# Kosel (Szlezwik-Holsztyn)
Kosel (duń. hist. Koslev) – miejscowość i gmina w Niemczech, w kraju związkowym Szlezwik-Holsztyn, w powiecie Rendsburg-Eckernförde, wchodzi w skład urzędu Schlei-Ostsee.